# 씬스틸러 - 드라마 전쟁
《씬스틸러 - 드라마 전쟁》은 SBS TV에서 방송되었던 예능 프로그램이며 국내 최정상 씬스틸러들이 펼치는 연기대결 프로그램으로 주목받았으나 애드리브 대결로 진행되는 '씬스틸러'인만큼 상대 배우가 애드리브를 치지 못하도록 당황스러운 상황을 연출해야 했지만 그 상황이 늘 러브라인 혹은 벌칙같은 고통주기에 국한됐다는 혹평을 받아 2~3% 시청률로 기대 이하의 성적에 그쳤고 시즌 2를 선보이는 것도 검토했으나 연출자 황인영 PD의 퇴사 때문에 무산됐다.

## 씬스틸러 역사
- 2016년 9월 16일에 추석 특집 《씬스틸러 - 드라마게임》으로 방영되었다가 제목이 《씬스틸러 - 드라마 전쟁》으로 바뀌어 2016년 12월 5일부터 정규 편성되어 2017년 1월 30일까지 방영되었는데 파일럿 당시에는 조재현 신동엽이 공동 진행을 맡았고[4] SBS가 《끝에서 두번째 사랑》을 마지막으로 주말 특별기획 드라마가 잠정 폐지될 당시[5] 토요일 밤 10시에 정규 편성될 예정이었으나 신동엽이 토요일 오후 9시 15분 편성된[6] tvN 《SNL 코리아》시즌 8에 출연 중이었던 터라 무산됐으며 《일요일이 좋다》1부 편성설도 있었지만[7] 좌절됐다.

우여곡절 끝에 월요일 정규 편성되면서 파일럿 당시 진행자였던 신동엽이 MC로 활동한 KBS 2TV 《대국민 토크쇼 안녕하세요》와의 겹치기 출연을 피하여 빠지자 박수홍이 진행을 맡았고 앞서 본 것처럼 SBS가 《끝에서 두번째 사랑》을 마지막으로 주말 특별기획 드라마가 잠정 폐지될 당시 《K팝스타 6 더 라스트 찬스》를 토요일 오후 10시, 해당 프로그램을 일요일 오후 10시에 편성할 계획이었지만 주말 심야 시간대에 오락 프로가 많다는 지적 탓인지 불발됐으며 이에 SBS는 주말 밤 8시 45분에 편성된 드라마 《우리 갑순이》를 2016년 11월 5일부터 2017년 4월 8일까지 토요일 밤 8시 45분에 2회 연속 방영하는 형식으로 변경 시켰고 《K팝스타 6 더 라스트 찬스》가 일요일 오후 9시 15분 ~ 10시(1부) 10시 ~ 11시 5분(2부) 방영하는 형식으로 결정됐다.

## 방송 시간
| 방송 채널 | 방송 기간                         | 방송 시간                        | 비고      |
| --------- | --------------------------------- | -------------------------------- | --------- |
| SBS TV    | 2016년 9월 16일                   | 오후 5:30 (1부), 저녁 6:35 (2부) | 파일럿    |
| SBS TV    | 2016년 12월 5일 ~ 2017년 1월 30일 | 매주 월요일 밤 11:10 ~ 밤12:30   | 정규 편성 |

## 출연자

### MC
- 조재현 : 2016년 9월 16일 (파일럿)
- 신동엽 : 2016년 9월 16일 (파일럿)
- 박수홍 : 2016년 12월 5일 ~ 2017년 1월 30일

### 씬스틸러 멤버

#### 파일럿
- 비니
- 정준하
- 박해미
- 오광록
- 민아
- 바로
- 김정태
- 황석정
- 김신영

#### 정규
- 강예원
- 김병옥
- 김신영
- 김정태
- 양세형
- 이규한
- 이시언
- 이준혁
- 정준하
- 황석정
- 황영희

## 시청률
최저 시청률과 최고 시청률은 시청률 조사회사와 지역별로 시청률에 차이가 있을 수 있습니다. 단, 정규 편성만 해당.
| 2016년 | 2016년    | 2016년     | 2016년                | 2016년 |
| 회차   | 방송일    | 시청률     | 시청률                |        |
| 회차   | 방송일    | TNMS(전국) | AGB(전국)             |        |
| ------ | --------- | ---------- | --------------------- | ------ |
| 파일럿 | 9월 16일  | -          | 3.5% (1부) 4.1% (2부) |        |
| 1회    | 12월 5일  | 3.8%       | 3.0%                  |        |
| 2회    | 12월 12일 | 2.7%       | 2.8%                  |        |
| 3회    | 12월 19일 | 3.1%       | 3.2%                  |        |
| 2017년 |           |            |                       |        |
| 4회    | 1월 2일   | 3.7%       | 4.1%                  |        |
| 5회    | 1월 9일   | 3.5%       | 3.9%                  |        |
| 6회    | 1월 16일  | 3.4%       | 3.5%                  |        |
| 7회    | 1월 23일  | 2.9%       | 3.1%                  |        |
| 8회    | 1월 30일  | 3.2%       | 4.0%                  |        |

## 결방 사유
- 2016년 12월 26일 : 2016 SBS 가요대전 방송으로 인한 결방